# Kalanchoe serrata
Kalanchoe serrata är en fetbladsväxtart som beskrevs av Mannoni och Boiteau. Kalanchoe serrata ingår i släktet Kalanchoe och familjen fetbladsväxter. Inga underarter finns listade i Catalogue of Life.

## Bildgalleri

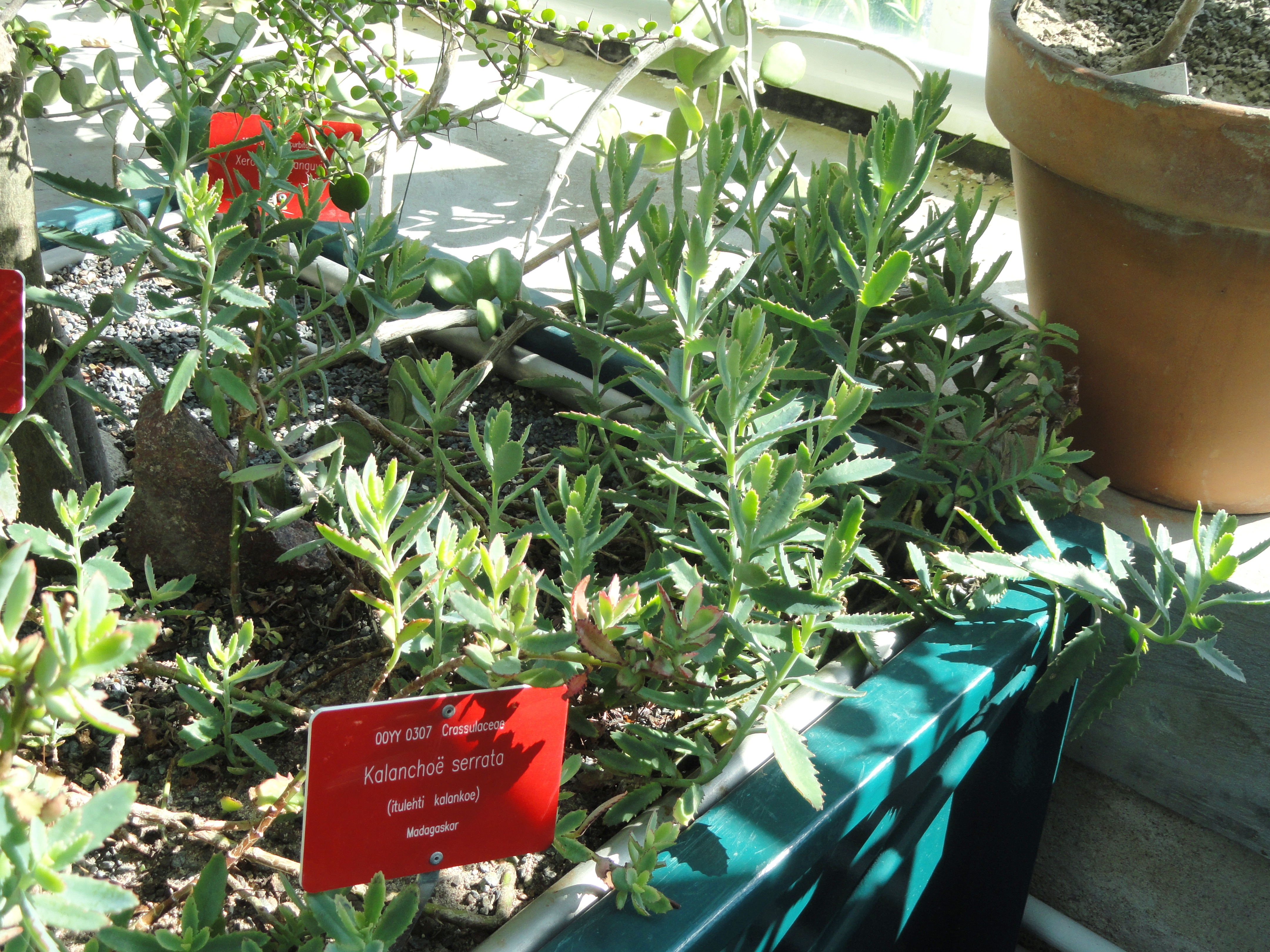
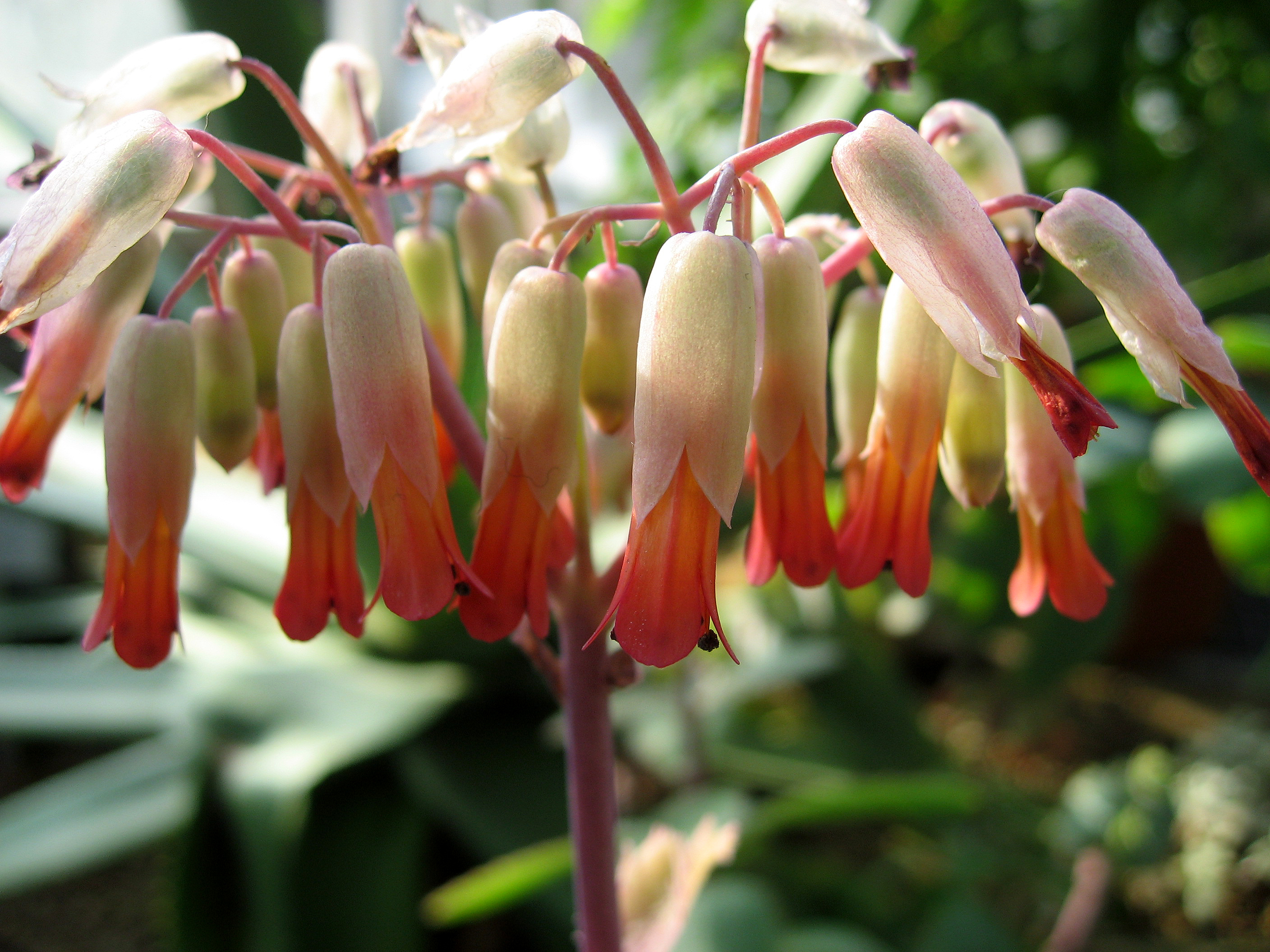